# Alfonso Chávarry
Alfonso Chávarry, né le 4 avril 1951 dans la région de Cajamarca, est un fonctionnaire, colonel de la police nationale et homme politique péruvien. Il est ministre de l’Intérieur depuis le 1er février 2022.
Il est un fonctionnaire et colonel retraité de la police nationale péruvienne (PNP), avec 35 ans d'expérience dans l'institution, des études et expériences professionnelles relatives à la sécurité.

## Biographie
Alfonso Chávarry, né dans la région de Cajamarca est titulaire d'une maîtrise en défense nationale au Centre d'études nationales supérieures (es) et un baccalauréat en éducation de l'Université Inca Garcilaso de la Vega (en). Il a complété sa formation par des études policières contre le bioterrorisme, le renseignement policier et le parachutisme, ainsi que l'enquête et le trafic illicite de drogue.
Il est professeur à l'École des officiers de la police nationale du Pérou (es).
Au sein de l'institution policière, il a occupé de nombreuses fonctions, notamment comme chef de la région de police de Cajamarca, chef de la division des urgences (UDEX), chef de la Direction nationale des opérations spéciales, chef de la police de La Victoria, ainsi que chef du bataillon opérationnel Los Sinchis de Mazamar, unité de parachutistes de la police nationale.
Entre janvier 2013 et septembre 2014, il est conseiller à la sécurité au Congrès de la République.
En 2020, il est nommé responsable du contrôle et de la supervision de la Surintendance nationale de contrôle des services de sécurité, des armes, munitions et explosifs à usage civil (Sucamec).
En septembre 2021, il est nommé directeur général de la Direction générale de la sécurité citoyenne auprès du Vice-ministre de la Sécurité publique du ministère de l'Intérieur.
Le 1er février 2022, il est nommé dans l'éphémère troisième gouvernement de Pedro Castillo, et est reconduit dans les fonctions dans le quatrième gouvernement le 8 février.
Le 22 mai 2022, il n'est pas reconduit dans sa fonction de ministre de l'Intérieur lors d'un remaniement de Pedro Castillo au sein de son quatrième gouvernement.